# Tore Sten
Tore Erik Sten, född 19 oktober 1926 i Järvsö församling i Gävleborgs län, död 28 december 2009 i Slottsstadens församling i Malmö, var en svensk medeldistanslöpare. Han tävlade för IS Göta.

## Meriter
- 1946 blev han bronsmedaljör vid EM i Oslo 1946 i stafetten på 4 x 400 m (tillsammans med Folke Alnevik, Stig Lindgård, Sven-Erik Nolinge och Sten som fjärde löpare) med tiden 3.15,0.
- Samma år ingick Sten i det svenska landslagets stafettlag[2] på 4 x 800 meter (med Olle Lindén, Stig Lindgård och Lennart Strand) som satte nytt världsrekord den 13 september vid tävlingar i Stockholm.
- Sten vann SM 1951 på 800 meter.